# Polo en Chile
El polo en Chile es un deporte practicado mayormente a nivel masculino en las áreas urbanas acomodadas. Internacionalmente, la selección de polo de Chile es considerada una potencia mundial en este deporte, ha ganado en dos oportunidades el Campeonato Mundial de Polo así como diversas copas internacionales. La Federación Chilena de Polo es la encargada de la promoción, desarrollo y organización de este deporte en dicho país y ha organizado el mundial en dos oportunidades (1992 y 2015).

## Inicios
El polo fue introducido a Chile por inmigrantes ingleses a mediados de la década de 1850, cuando estos se establecieron en la Pampa del norte de Chile para conformar la industria salitrera, posteriormente fundaron clubes de Polo en ciudades como Antofagasta, Copiapó y Caldera, posteriormente con la llegada de inmigrantes británicos durante las últimas décadas del siglo XIX a Valparaíso, este deporte comenzó a expandirse por la zona central de Chile y poco a poco se fue convirtiendo en una de las actividades recreacionales favoritas por parte de los aristócratas chilenos. El 26 de noviembre de 1905, los integrantes del Santiago Polo Club inauguraron las tribunas del Club Hípico de Santiago. Hicieron una fiesta a la que invitaron a las personas de la más alta sociedad de la época. Como el polo era un desconocido deporte en el país, estos jóvenes realizaron un partido de presentación.
El partido enfrentó a los equipos Blancos y Colorados. Los Blancos formaron con Evaristo Gandarillas, Luis Besa, Eugenio Walker y Germán Besa. Los Colorados por su parte formaron con G.L. Berkemeyer, J. Víctor Gandarillas, Arturo Covarrubias y Eugenio Dávila. Después del partido, se dio paso a un almuerzo para todas las familias en los prados y jardines que rodeaban las tribunas. Luego de felicitar a los vencedores, que fueron los Blancos, la jornada terminó con un paseo por el stand del club Lawn Tennis de Santiago.

## Triple Corona del Polo Chileno
La Triple Corona del Polo Chile se le denomina a los tres torneos de alto hándicap de la temporada que se juegan en Chile en el mes de diciembre de cada año. Estos son el Handicap Chile, el Abierto San Cristóbal y el Abierto de Chile, este último es el torneo más importante y antiguo de polo en el país. En la Triple Corona participan principalmente equipos chilenos como de diversos países, aunque también lo hacen un importante número de equipos argentinos. 

### Hándicap Chile
Es el primer torneo en disputarse de la Triple Corona, se realiza a comienzos del mes de diciembre de cada año, en total compiten 8 equipos y se disputa por lo general en las canchas del Club de Polo y Equitación San Cristóbal.

### Abierto de San Cristóbal
Es el segundo torneo que se disputa de la Triple corona chilena de Polo, se disputa a mediados del mes de diciembre y es organizado por el Club de Polo y Equitación San Cristóbal.

### Abierto de Chile
Este es el torneo de Polo más antiguo disputado en Chile, se juega desde 1922, por lo general es el último torneo en disputarse de la Triple Corona, se disputa en las instalaciones Club de Polo y Equitación San Cristóbal. A diferencia de los otros torneos, este es a 24 goles de hándicap, por lo que jugadores con 10 goles de hándicap (lo máximo), pueden participar en el torneo. En diciembre de 2022 se celebraron los 100 años del Abierto de Chile.

## Selección de polo de Chile
La Selección de polo de Chile ha participado en siete mundiales, consiguiendo el primer lugar en dos oportunidades, la primera en el Campeonato Mundial de Polo de 2008 disputado en México y la segunda en el Campeonato Mundial de Polo de 2015, donde fue local.
En 2014 y 2016 logró la medalla de bronce en la Copa del Mundo de Polo en Nieve de la FIP.

## Organización
La organización encargada de la promoción, desarrollo y organización del polo en Chile es la Federación Chilena de Polo.
A pesar de que existen más de 500 jugadores a lo largo del país, este deporte continúa siendo asociado al lujo y al dinero debido a que su práctica es muy costosa. Son muchos los chilenos que desconocen este deporte y la gran mayoría jamás lo ha practicado.

## Clubes
| - Club de Polo San Isidro (Limache) - Club de Polo y Equitación San Cristóbal (Vitacura) - Club de Polo Calera de Tango - Club de Polo Pirque - Club de Polo Doñihue (Codegua) - Club de Polo Cachapoal (Machalí) | - Club de Polo Las Mercedes (Requínoa) - Club de Polo La Estrella - Club de Polo, Rodeo y Equitación Casa Silva (San Fernando) - Club de Polo Curicó - Club de Polo Santa María de Los Ángeles (Los Ángeles) - Club de Polo Osorno |

### Ejército de Chile
| - Club de Polo Regimiento Escolta Presidencial n.º 1 "Granaderos" (Quillota) - Club de Polo Escuela de Equitación del Ejército (Quillota) | - Club de Polo Regimiento de Caballería n.º 3 "Húsares" (Angol) - Club de Polo Regimiento de Artillería n.º 1 "Tacna" (Santiago) |

### Carabineros de Chile
- Club de Polo Carabineros de Chile

### Femenino
- Club Femenino de Polo de Chile